# 天主教加那利群岛教区
天主教加那利群島教區（拉丁語：Dioecesis Canariensis）是羅馬天主教一個教區，位於西班牙拉斯帕爾馬斯省首府拉斯帕爾馬斯，屬西維爾總教區。
教區管轄拉斯帕爾馬斯省，於1351年11月7日成立，2006年時有860,139名教友（佔轄區總人口85.0%）。教區下轄296個堂區，有249名司鐸。
現任教區主教為若瑟·馬蘇埃洛斯-佩雷斯，榮休主教為方濟各·卡塞斯-安德瑞烏。
该教区仅包括拉斯帕尔马斯省的三个岛屿：大加那利岛、富埃特文图拉岛和兰萨罗特岛。但是它不包括加那利群岛中的所有岛屿，因为特内里费教区包括了圣克鲁斯-德特内里费省。由此使用整个群岛的名字做为该教区的名字在现时加那利群岛中是一个有争议的课题。